# 數位內容產業
數位內容產業（Digital Content Industry）是指運用資訊科技來製作數位化產品或服務的產業，一般可分為八大領域，包括數位遊戲、電腦動畫、數位學習、數位影音應用、行動應用服務、網絡服務、內容軟體以及數位出版典藏，大部份多屬創意產業或文化創意產業的範疇。

## 數位遊戲
以資訊硬體平台提供聲光娛樂給予一般消費大眾。例如家用遊戲軟體（Console Game）、個人電腦遊戲軟體（PC Game）、掌上型遊戲軟體（Handheld Game Console）或大型多人線上角色扮演遊戲軟體（MMORPG）。

## 電腦動畫
以運用電腦產生製作的連續影像，廣泛應用於娛樂或其他工商業用途。

## 數位學習
以電腦等終端設備為輔助工具進行線上或離線之學習活動。例如數位學習內容製作、工具軟體、建置服務、學習課程服務。

## 數位影音應用
以運用數位化拍攝、傳送、播放之數位影音內容。例如傳統影音數位化或數位影音創新應用。

## 行動應用服務
以運用行動通訊網路提供數據內容及服務。例如手機簡訊、導航或地理資訊等行動數據服務。

## 網絡服務
以提供網路內容、連線、儲存、傳送、播放之服務。例如網路內容（ICP）、應用服務（ASP）、連線服務（ISP）、網路儲存（IDC）、內容傳遞網路（CDN）。

## 內容軟體
以提供數位內容應用服務所需之軟體工具及平台。例如內容工具、平台軟體、內容應用軟體、內容專業服務。

## 數位出版典藏
例如數位出版、電子書、數位典藏及新聞、數據、圖像等電子資料庫。